# Joseph Coppieters
Jonkheer Joseph Coppieters (Loppem, 30 maart 1881 – Brugge, 5 juli 1960) was een Belgisch advocaat, ambtenaar en dagboekschrijver.

## Levensloop
Joseph Edmond Marie Léon Ghislain Coppieters was de tweede van de negen kinderen van Leon Coppieters (1855-1931), eerste schepen van Loppem, en van Claire de Ruffo-Bonneval de la Fare (1857-1923). 
Na middelbare studies aan het Sint-Lodewijkscollege in Brugge en het jezuïetencollege in Doornik, deed hij rechtenstudies in Namen en aan de Katholieke Universiteit Leuven. In 1905 schreef hij zich in aan de Brugse balie en bleef advocaat tot in 1919. Hij werd vervolgens provinciaal ambtenaar, afdelingshoofd en kabinetschef van de gouverneur van West-Vlaanderen, tot hij in 1941 vanwege het Amtsverbot op 60 jaar op pensioen werd gesteld. 
Hij werd toen de actieve voorzitter van de Vrije Eigenaars- en Landbouwersbond (1941-1960) en zette zich ook in in voor het Werk van de Vlamingen in Frankrijk. Hij was ook lid en proost van de Edele Confrérie van het Heilig Bloed. 
In 1911 trouwde hij met Gabrielle Goethals (1882-1951), dochter van advocaat en senator Edmond Goethals (1854-1919). Het echtpaar kreeg negen kinderen. Vijf onder hen werden voor of tijdens de Eerste Wereldoorlog geboren. Tot na de oorlog woonde het gezin hoofdzakelijk in Loppem, Villa Madonna. Vanaf 1928 woonde het Zilverstraat 28 in Brugge.

## Dagboekschrijver
Coppieters schreef twee bijzonder uitgebreide dagboeken tijdens de beide wereldoorlogen.
Het eerste was gewijd aan de Eerste Wereldoorlog en hield hij dagelijks bij. Hij rapporteerde vooral uitgebreid over de voedselvoorziening en hulpverlening waar hij actief mee bezig was, zowel in Loppem waar hij meestal woonde, als in Brugge. Na de oorlog maakte hij er een getypte tekst van die 636 bladzijden telde en waarvan hij een exemplaar deponeerde in het Stadsarchief van Brugge en een ander in het Legermuseum in Brussel. Hij gaf er de titel aan Souvenirs personnels de la Guerre 1914-1918. Men treft er overtalrijke informatie in aan over het dagelijkse leven tijdens de oorlog, zowel op het platteland als in de stad. Tijdens de maand oktober 1918 volgde Coppieters koning Albert en koningin Elisabeth op de voet, tijdens hun wekenlang verblijf op het Kasteel Van Caloen in Loppem.
Tijdens de Tweede Wereldoorlog schreef hij een gelijkaardig en nog veel uitgebreider dagboek. Hij gaf er de naam Souvenirs personnels de la Guerre 1939-1945 aan en liet het, eveneens getypt en ingebonden (1260 bladzijden, in 2 volumes), deponeren in dezelfde instellingen.
Beide dagboeken wachten nog op ontsluiting en eventuele gehele of gedeeltelijke publicatie. Het dagboek over de Tweede Wereldoorlog werd door de auteur in een verzegelde verpakking aan het Stadsarchief van Brugge overgemaakt, onder de voorwaarde dat het pas vanaf 30 maart 1981 (eeuwfeest van zijn geboorte) mocht worden ingekeken.